# Markian-Säule

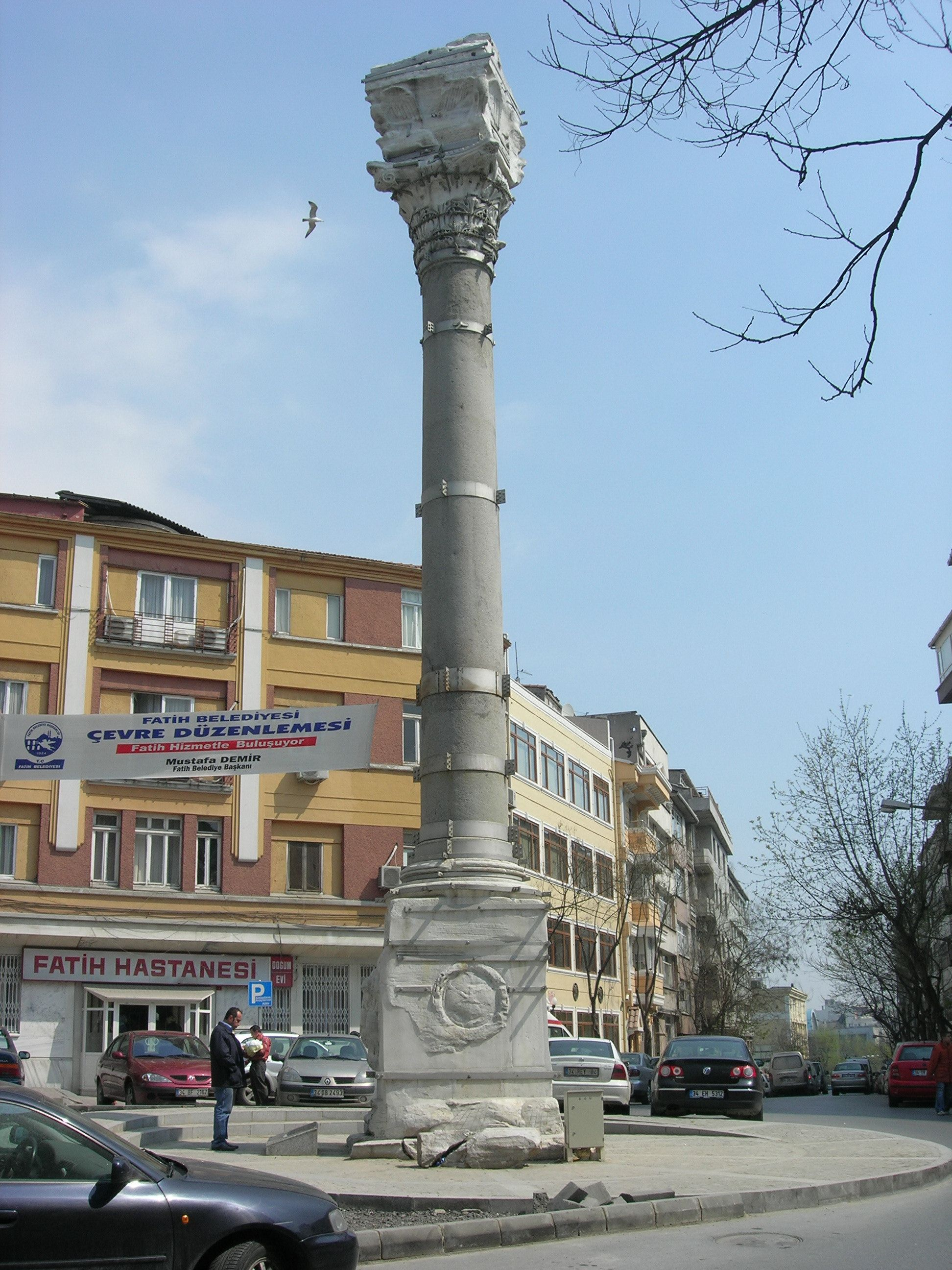
Markian-Säule

Die Markian-Säule in Konstantinopel (türkisch Kıztaşı, „Mädchenstein“) wurde zwischen 450 und 452 für den oströmischen Kaiser Markian (450–457) auf dem nach ihm benannten Markian-Forum errichtet.

## Beschreibung
Die Säule ist mit Basis und Kapitel insgesamt 16,52 m hoch. Die rechteckige Basis aus weißem Marmor besitzt auf allen vier Seiten Reliefs. Der monolithe, 8,74 m hohen Säulenschaft aus grauem ägyptischem Granit aus Syene schließt mit einem 1,49 m hohen korinthischen Kapitell ab. Darauf befand sich ehemals eine Statue des Kaisers.
Die Inschrift auf der Vorderseite des Sockels lautet:

[PR]INCIPIS HANC STATVAM MARCIANI
CERNE TORVMQVE
[PRAEF]ECTVS VOVIT QVOD TATI[anus]
... OPVS

(„Siehe diese Statue des Kaisers Marcian und sein Forum, ein Werk, das der Präfekt Tatianus ihm gewidmet hat.“) Danach waren die Säule, die als Basis der Kaiserstatue diente, und das umgebende Forum ein Werk des Stadtpräfekten (praefectus urbi Constantinopolitanae) Tatianus (im Amt 450 bis 452).

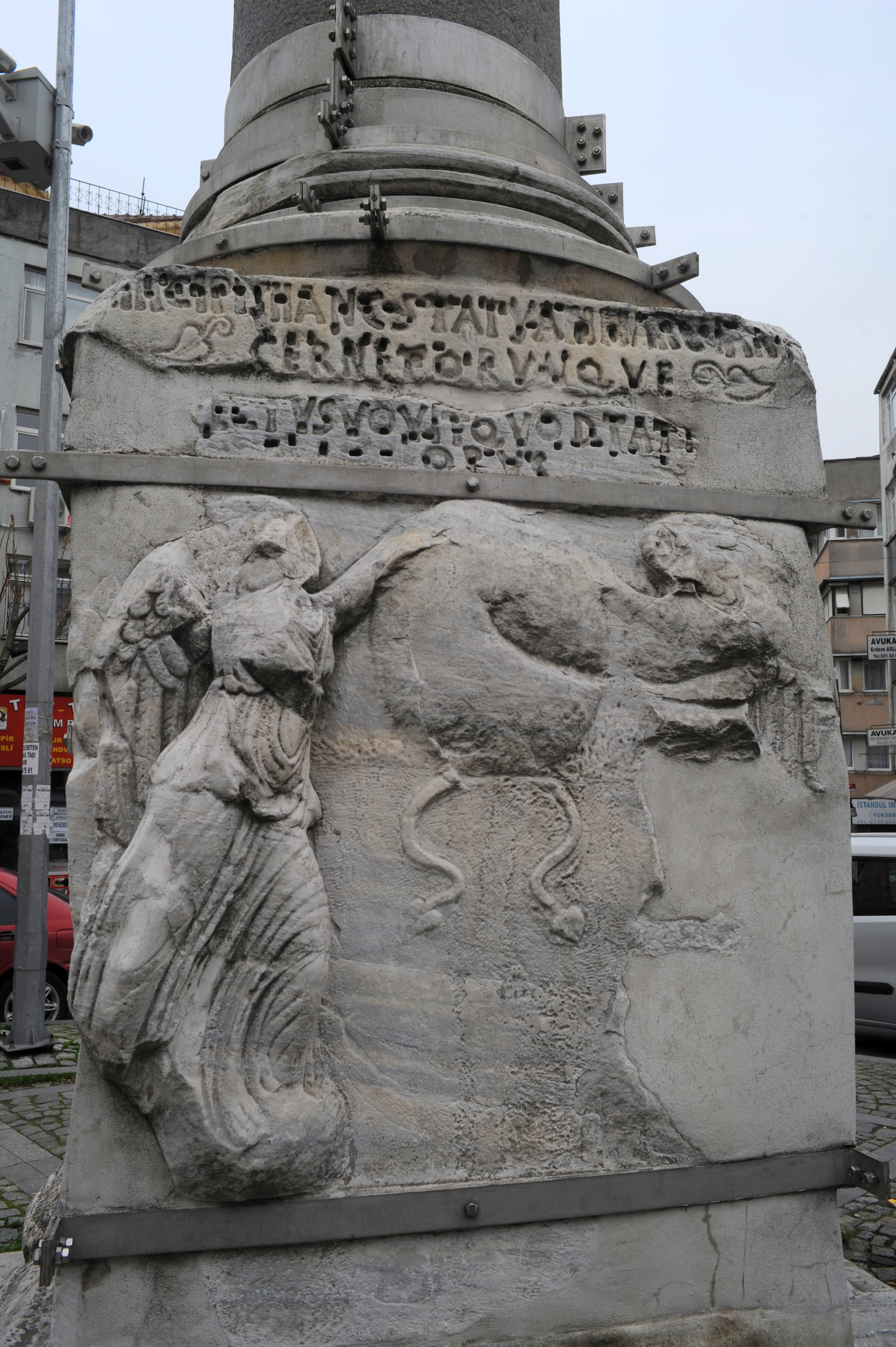
Basis
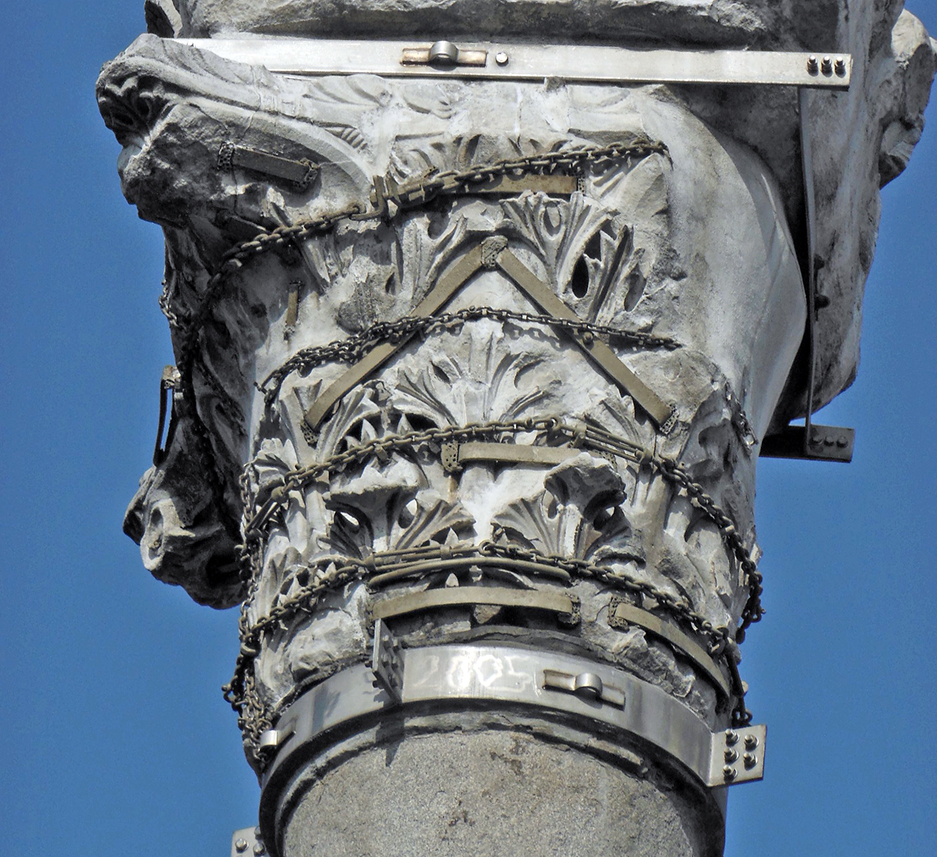
Kapitell
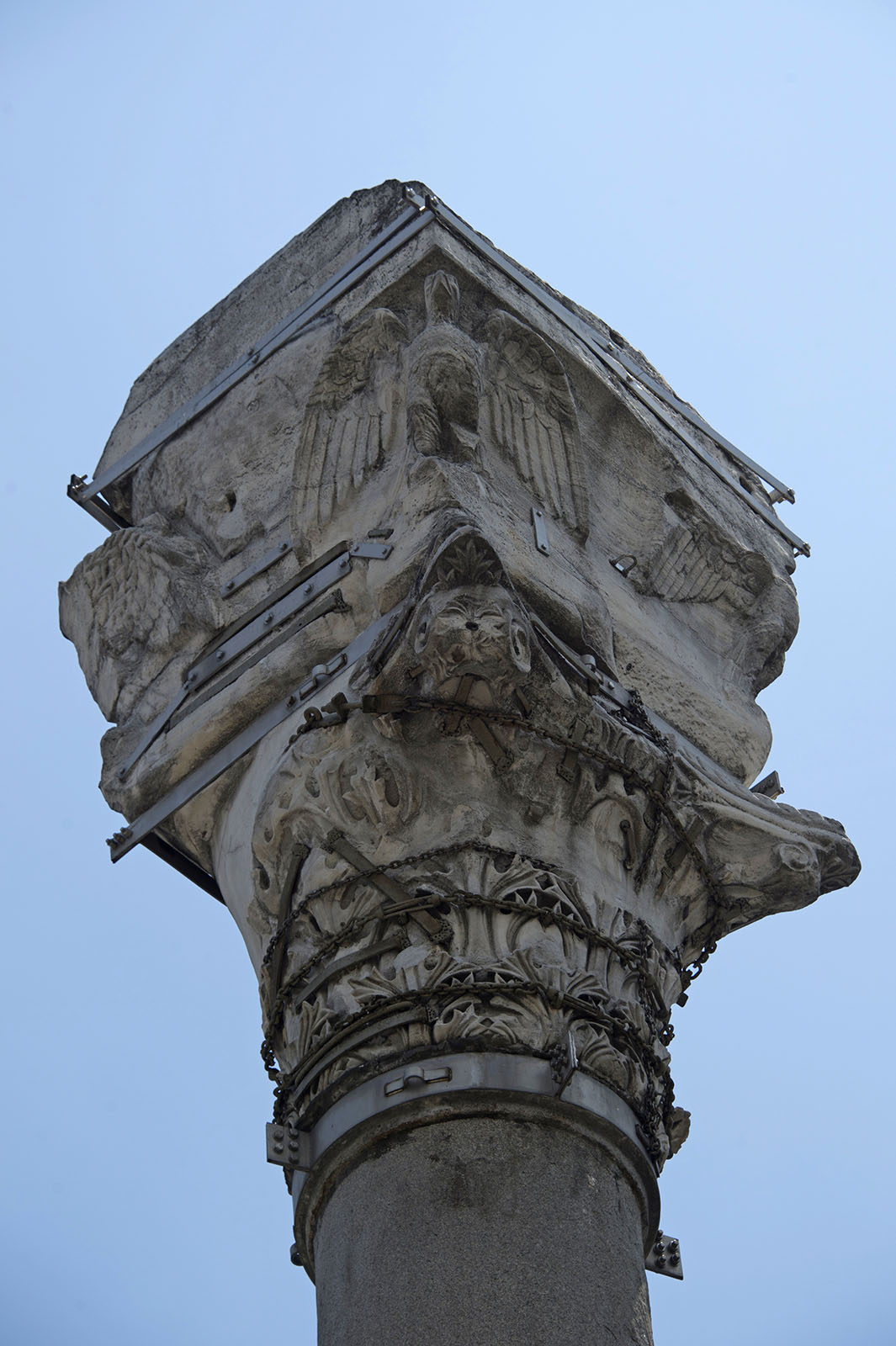
Säulenkopf